# Engraulinae
Engraulinae – podrodzina ryb śledziokształtnych z rodziny sardelowatych (Engraulidae).

## Rozmieszczenie geograficzne
Do podrodziny należą gatunki występujące w wodach przybrzeżnych Oceanu Indyjskiego, Spokojnego i Atlantyckiego, również w Morzu Śródziemnym oraz w słodkich i słonych wodach obszarów ciepłych i umiarkowanych.

## Systematyka
Do podrodziny należą następujące rodzaje:
- Amazonsprattus Roberts, 1984 – jedynym przedstawicielem jest Amazonsprattus scintilla Roberts, 1984
- Anchoa Jordan & Evermann, 1927
- Anchovia Jordan & Evermann, 1895
- Anchoviella Fowler, 1911
- Cetengraulis Günther, 1868
- Encrasicholina Fowler, 1938
- Engraulis Cuvier, 1816
- Jurengraulis Whitehead, 1988 – jedynym przedstawicielem jest Jurengraulis juruensis (Boulenger, 1898)
- Lycengraulis Günther, 1868
- Pterengraulis Günther, 1868 – jedynym przedstawicielem jest Pterengraulis atherinoides (Linnaeus, 1766)
- Stolephorus Lacépède, 1803